# A Boszorkány-hegy (film, 2009)
A Boszorkány-hegy (eredeti cím: Race to Witch Mountain) 2009-ben bemutatott amerikai sci-fi-thriller tévéfilm, amely az 1975-ös, azonos magyar című (eredeti cím: Escape to Witch Mountain) film feldolgozása. (Mindkét film Alexander Hill Key (1904–1979) amerikai író 1968-ban megjelent Escape to Witch Mountain című regénye alapján készült).
A film rendezője Andy Fickman, a főbb szerepekben Dwayne Johnson, AnnaSophia Robb, Alexander Ludwig, Ciarán Hinds és Carla Gugino látható.

## Cselekmény
Az egyszerű Las Vegas-i taxisofőr, Jack Bruno kifog két természetfeletti erőkkel rendelkező tinédzsert, akik a világűrből érkeztek. Jack elképesztő kalandokba keveredik a két gyerekkel – a kormány embereivel, ufóvadászattal, és az egyre jobban telő idővel kell szembenéznie. Azonban, ha az idő letelik, mielőtt odaérnének a hegyre, akkor a két kamasz már sosem fog hazajutni saját bolygójukra, ahonnan jöttek.

## Szereplők
| Színész          | Szerep                                                       | Magyar hang         |
| ---------------- | ------------------------------------------------------------ | ------------------- |
| Dwayne Johnson   | Jack Bruno; egykori elítélt, aki most Las Vegas-i taxisofőr. | Barabás Kiss Zoltán |
| AnnaSophia Robb  | Sara; telekinetikus és telepatikus erejű lány, Seth húga.    | Kardos Eszter       |
| Alexander Ludwig | Seth; fiú, aki képes az erejét irányítani, Sara bátyja.      | Kardos Bence        |
| Carla Gugino     | Dr. Alex Friedman; hitetlen asztrofizikus.                   | Pikali Gerda        |
| Ciarán Hinds     | Henry Burke; a Moon Dust projekt vezetője.                   | Reviczky Gábor      |
| Garry Marshall   | Dr. Donald Harlan; Alex barátja és egy könyv szerzője.       | Szersén Gyula       |
| Cheech Marin     | Eddie Cortez; autószerelő.                                   | Botár Endre         |
| Chris Marquette  | Pope                                                         | Minárovits Péter    |
| Ike Eisenmann    | Antony seriff                                                | Rosta Sándor        |
| John Duff        | Frank                                                        | Varga Rókus         |
| Sam Wolfson      | Ciardi; birodalmi rohamosztagos                              | Szokol Péter        |
| Bob Koherr       | Maty                                                         | Faragó András       |

## Fordítás
- Ez a szócikk részben vagy egészben  a   Race to Witch Mountain című angol Wikipédia-szócikk fordításán alapul.  Az eredeti cikk szerkesztőit annak laptörténete sorolja fel. Ez a jelzés csupán a megfogalmazás eredetét és a szerzői jogokat jelzi, nem szolgál a cikkben szereplő információk forrásmegjelöléseként.